# Municipio de Three Oaks
El municipio de Three Oaks (en inglés: Three Oaks Township) es un municipio ubicado en el condado de Berrien en el estado estadounidense de Míchigan. En el año 2010 tenía una población de 2574 habitantes y una densidad poblacional de 42,33 personas por km².

## Geografía
El municipio de Three Oaks se encuentra ubicado en las coordenadas 41°47′41″N 86°37′5″O / 41.79472, -86.61806. Según la Oficina del Censo de los Estados Unidos, el municipio tiene una superficie total de 60.81 km², de la cual 60.32 km² corresponden a tierra firme y (0.8%) 0.48 km² es agua.

## Demografía
Según el censo de 2010, había 2574 personas residiendo en el municipio de Three Oaks. La densidad de población era de 42,33 hab./km². De los 2574 habitantes, el municipio de Three Oaks estaba compuesto por el 95.18% blancos, el 1.01% eran afroamericanos, el 0.89% eran amerindios, el 0.35% eran asiáticos, el 0.08% eran isleños del Pacífico, el 1.09% eran de otras razas y el 1.4% pertenecían a dos o más razas. Del total de la población el 2.95% eran hispanos o latinos de cualquier raza.